# Битка при Калиполис
Битката при Калиполис (Kallipolis) е морска битка през юли 324 г. между римските императори Константин и Лициний при Калиполис на Хелеспонт (Дарданели).
Командир на флотата на Константин (с 80 кораба либурни) е неговият син Крисп, който побеждава флотата на Лициний (с 200 кораба триери) с командир Абант (или Аманд). Лициний губи 130 кораба и 5000 мъже.